# Minnie Lansbury
Minnie Lansbury (geboren 1889 in Stepney, London; gestorben 1. Januar 1922 in London) war eine führende Suffragette und eine Stadträtin im ersten von der Labour Party geführten Stadtrat des Stadtbezirks Poplar in London, England. Sie starb mit 32 Jahren, da sie sich im Holloway-Gefängnis eine tödliche Lungenentzündung zugezogen hatte.

## Leben
Minnie Glassman war die Tochter des Juden Isaac Glassman. Dieser war einer der jüdischen Immigranten im East End von London, der der antisemitischen Tyrannei im russischen Polen entflohen war. Ursprünglich war er Schuhmacher, wurde aber später Kohlenhändler. 1913 zahlte Isaac fünf Pfund an Gebühren, um britischer Bürger mit verbürgtem Wahlrecht zu werden.
Minnie wurde die erste Frau (Heirat 1914) von Edgar Lansbury, dem Sohn von George Lansbury, Bürgermeister von Poplar und später Führer der Labour Party. Nach Minnies Tod heiratete Edgar die Schauspielerin Moyna MacGill und wurde der Vater von Angela Lansbury.
Minnie Lansbury wurde Lehrerin und schloss sich 1915 der „East London Federation of Suffragettes“ (ELFS) an. Ihr Ehemann Edgar Lansbury und sie führten eine Kampagne gegen den Ersten Weltkrieg. Bei einer Friedensdemonstration an den „Dock Gates“ wurden sie im Dezember 1916 verhaftet. Labour verlangte Mitarbeit in den Komitees, die die Kriegsfürsorge verwalteten. Minnie wurde ein Mitglied des „War Pensions Sub-committee“ (Unterausschuss für Kriegsrenten) in Poplar. Sie wurde bekannt bei jedermann als eine starke Anwältin der Bedürftigen. Sie weigerte sich, die Gelder in neutraler Weise zu verwalten, wie erwartet wurde, sondern handelte mehr wie eine Gewerkschaftsvertreterin zugunsten der Witwen, Waisenkinder und verkrüppelten ehemaligen Soldaten.
Da sie begeistert von der Russischen Revolution war, wurde sie ein Mitglied der Communist Party of Great Britain und war gleichzeitig auch ein Mitglied der Labour Party. Damals war dies möglich, und die Einheit trotz kleiner Meinungsunterschiede war eine der Stärken der Arbeiterbewegung im East End von London.
Sie wurde zur Beigeordneten oder Stadträtin im ersten Labour-Stadtrat von 1919 gewählt, da die geänderte Gesetzeslage einigen Frauen das Stimmrecht für die Parlamentswahlen ermöglicht hatte und auch Kandidaturen erlaubte. Als Stadträtin setzte sie ihre Aktivitäten für die Bürgerschaft fort, sie öffnete ihr Haus jeden Morgen für die Wähler und entwickelte wichtige Verbesserungen bei den Wohlfahrtsmaßnahmen für Mütter und Kinder. Der Labour-Stadtrat verbesserte radikal die Dienstleistungen für die Bürger aus der Arbeiterschaft, die sie gewählt hatte.

## Steuerrebellion von Poplar

### Vorgeschichte
Die Labour Party hatte 39 von 42 Stadtratssitzen gewonnen. 1921 hatte Poplar einen Einheitswert für die Grundsteuer von 4 Pfund und 86.500 Arbeitslose zu versorgen. Dagegen konnten reichere Stadträte anderer Stadtbezirke Einheitswerte von 15 Pfund heranziehen, um nur 4800 Menschen ohne Job zu versorgen. Georg Lansbury schlug vor, dass der Stadtrat die Einziehung von Steuern für außerhalb Londons gelegene Gebiete einstellen solle. Dies fand Zustimmung und am 31. März 1921 setzte der Stadtrat von Poplar eine Steuer von 4 Shilling 4 Pence statt 6 Shilling 10 Pence fest.

### Der Marsch
Das Londoner „County Council“ und das „Metropolitan Asylums Board“ reagierten auf diese Lösung, indem sie vor Gericht zogen, am High Court klagten. Die Antwort des Stadtrats war, eine Demonstration mit 2000 Teilnehmern zu organisieren und vom Stadtteil Bow aus, geführt vom Träger der Amtskeule und begleitet von einer Kapelle und einem Banner, zum Gericht zu ziehen. Das Banner proklamierte: „Poplar Borough Council marching to the High Court and possibly to prison“ (deutsch: Der Stadtrat von Poplar Borough marschiert zum Hohen Gericht und möglicherweise ins Gefängnis,). Dies wurde als die „Poplar Rates Rebellion“ (Steuerrebellion von Poplar) bezeichnet.

### Verurteilung
Dreißig Stadträte, sechs Frauen eingeschlossen, von denen eine, Nellie Cressall, schwanger war, wurden auf unbestimmte Zeit wegen Missachtung des Gerichts – Zurückweisung eines Gerichtsbeschlusses auf Überweisung der Gelder – ins Gefängnis geschickt. Die Männer wurden im „Brixton Prison“ untergebracht und die Frauen im Holloway-Gefängnis, wo sie viel besser behandelt wurden als die Männer. Die Männer wurden in Kutschen nach Brixton (heute ein Teil des „Borough of Lambeth“) gebracht, wo dann Stadtratssitzungen abgehalten wurden. Susan Lawrence nutzte die Zeit, um Tolstoi zu lesen und eine Kampfschrift über Besteuerung vorzubereiten.

### Holloway-Gefängnis und Tod
Eine andere eingesperrte Frau war die Schwiegertochter von George Lansbury, Minnie. Wegen ihres Gefängnisaufenthaltes entwickelte sich bei ihr eine Lungenentzündung und sie starb zu Beginn des Jahres 1922. Sie wurde im jüdischen Friedhof in East Ham bestattet.

## Würdigung nach dem Tode

### Lansbury Memorial Clock

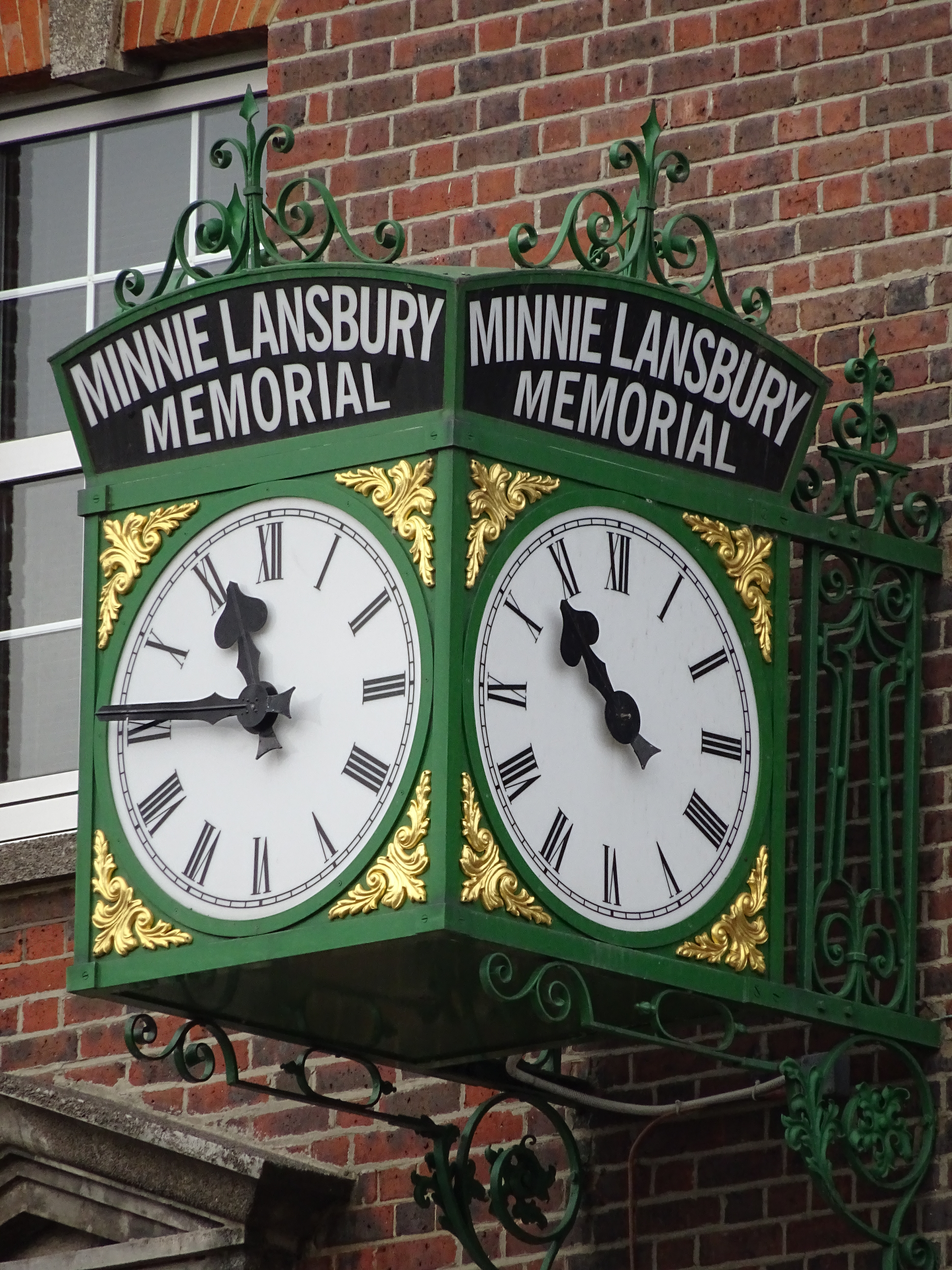
Die restaurierte Uhr, November 2016

Es gibt eine „Minnie Lansbury Memorial Clock“ am „Electric House“ in der Bow Road, Tower Hamlets, die in den 1930er Jahren angebracht wurde. Die „Gedenkuhr“ wurde 2008 restauriert und am Electric House wieder angebracht. Die „Jewish East End Celebration Society“ und der „Heritage of London Trust“ hatten einen öffentlichen Aufruf organisiert und auf diese Weise über 13.000 Pfund eingeworben, die dem „Tower Hamlets Council“ zur Fertigstellung der Restaurierung gespendet wurden. Angela Lansbury war bei den Spendern dabei. Die restaurierte Uhr, nun in Grün und Gold, wurde offiziell am 16. Oktober 2008 in Anwesenheit von Minnie Lansburys Verwandtschaft und Bewohnern des Viertels enthüllt.
Die Inschrift auf einer Gedenktafel unter der Uhr lautet:
The clock above was erected by public subscription in memory of Minnie Lansbury who after a life devoted to the service of the poor of this borough, died on New Year's Day, 1922, aged 32 years.

### Millicent-Fawcett-Statue
Minnies Name und ihr Bild (und jene von 58 anderen Unterstützern des Frauenwahlrechts) sind auf dem Sockel der Millicent-Fawcett-Statue am Parliament Square in London eingraviert, die Ende 2018 enthüllt wurde.